# ウィリアム・フレデリック・イームズ

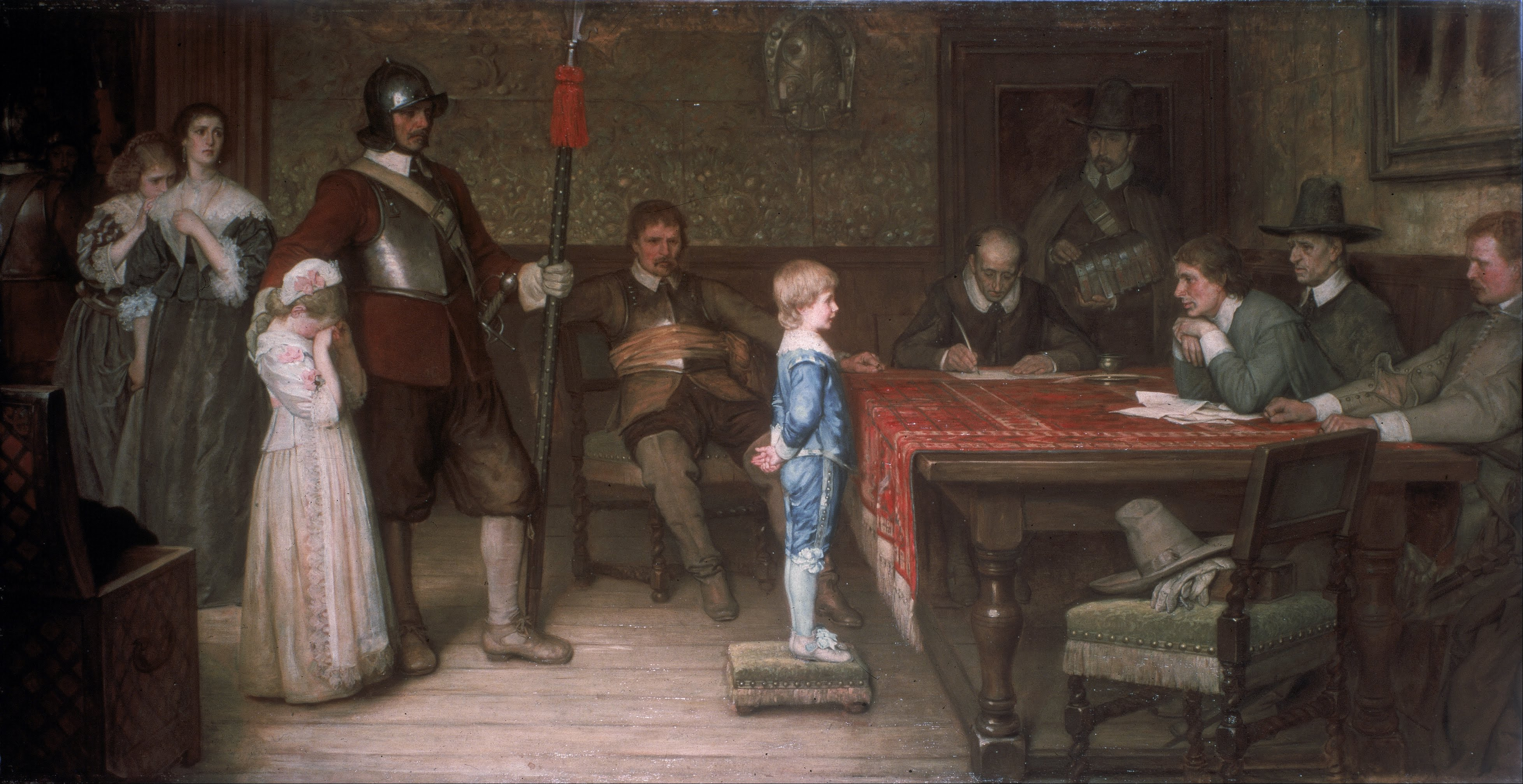
イームズ作『じゃあ君が最後にお父さんを見たのはいつだったの（And When Did You Last See Your Father?）』
ウォーカー・アート・ギャラリー蔵

ウィリアム・フレデリック・イームズ（William Frederick Yeames RA、1835年12月18日 - 1918年5月3日）はイギリスの画家である。歴史に題材を得た作品を描き、清教徒革命後の内乱の中で騎士党員の幼い息子が議会派の兵士に尋問を受ける場面を描いた絵画、『じゃあ君が最後にお父さんを見たのはいつだったの（And When Did You Last See Your Father?）』が最もよく知られている作品である。

## 略歴
ロシア南部のタガンログで働くイギリス領事の息子に生まれた。1842年に父親が亡くなった後、ドイツのドレスデンに移り美術を学びはじめ、1848年に家族とロンドンに移った。ロンドンではジョージ・シャーフや ウェストマコット(F. A. Westmacott)に学んだ。
1852年にフィレンツェに旅し、エンリコ・ポラストリーニやラファエル・ボナイユーティ(Raphael Buonajuti)に学び、アンドレア・デル・サルトやドメニコ・ギルランダイオ、ベノッツォ・ゴッツォリといった15世紀、16世紀の画家の描いた壁画を模写して修行した。その後、ローマでも修行を続け、風景画を描き、ヴァチカン宮殿のラファエロらの壁画を学んだ。
1859年にロンドンに戻り、工房を開き、フィリップ・ハモジェニーズ・コールドロンやフレデリック・グドール、ジョージ・アドルファス・ストーリーらとともに歴史的テーマに興味を持つ美術家の集団「セント・ジョンズ・ウッド派（St John's Wood Clique）」のメンバーとして活動した。
1865年に画家、写真家のデビット・ウィルキー・ウィンフィールド(David Wilkie Wynfield)の姉（妹？）と結婚した。
「セント・ジョンズ・ウッド派」の画家たちの作品は大衆的な人気を得ていたが、権威ある画廊やロイヤル・アカデミー・オブ・アーツの展覧会で高い評価を得ることは少なかったがイームズの作品は1859年からロイヤル・アカデミー・オブ・アーツの展覧会に展示され、1866年にアカデミーの準会員に選ばれた。1878年にアカデミーの正会員に選ばれた。
1905年にロンドンの王立取引所の壁画を描く画家の一人に選ばれ、『セントポールズスクールの創立』を描いた。
1918年にデヴォンデヴォン州のテインマス(Teignmouth)で没した。

## 作品

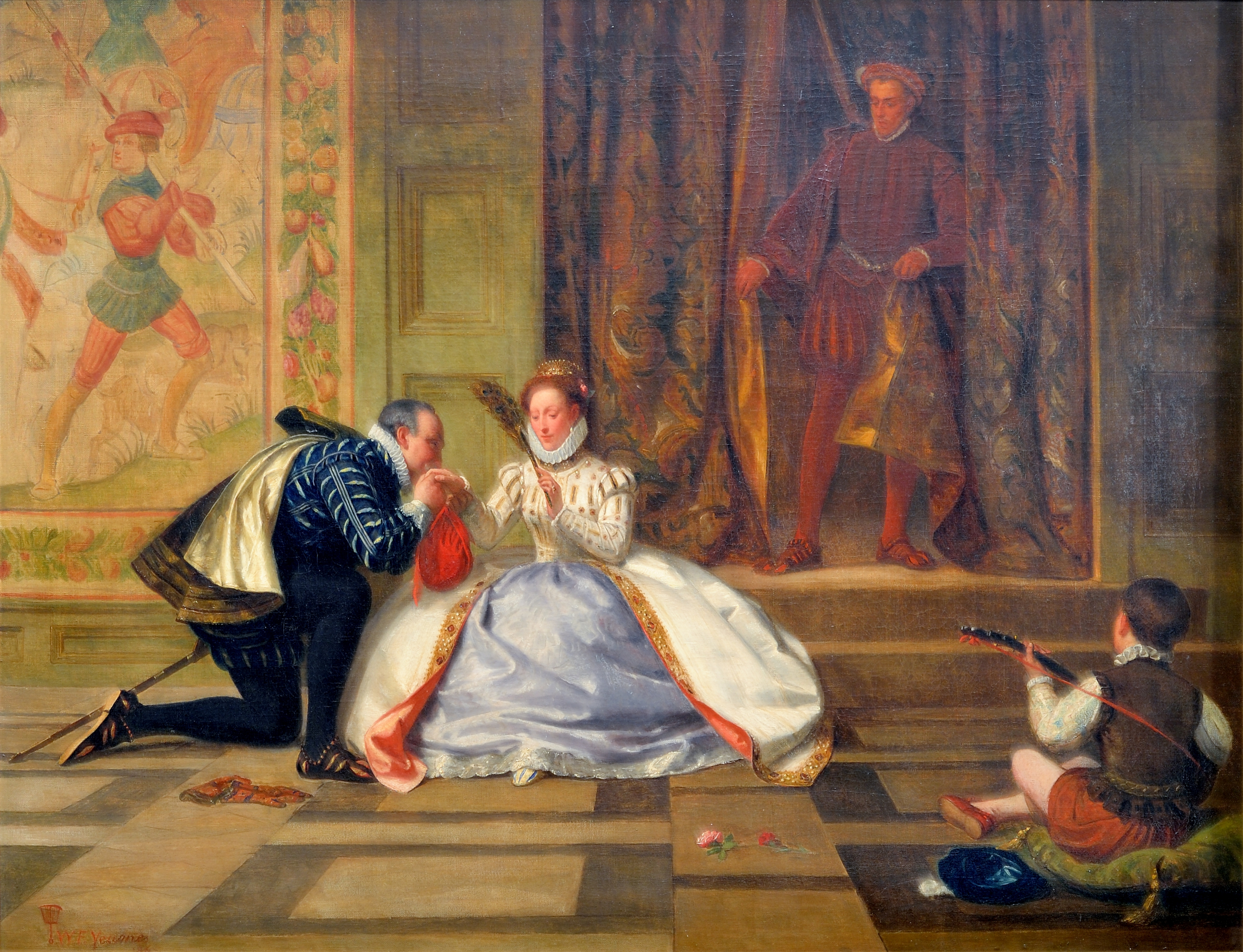
エリザベス1世とレスター伯 (1865) リヨン美術館 蔵
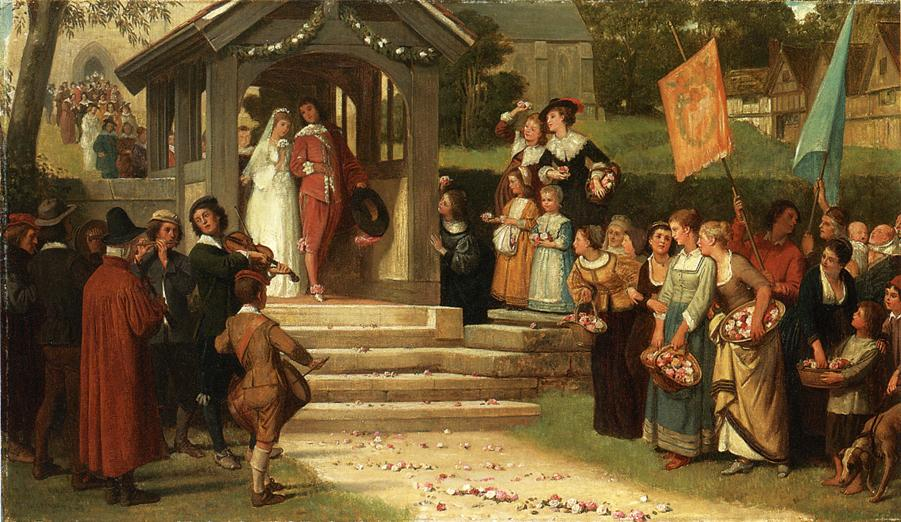
"Path of roses"(c.1870)
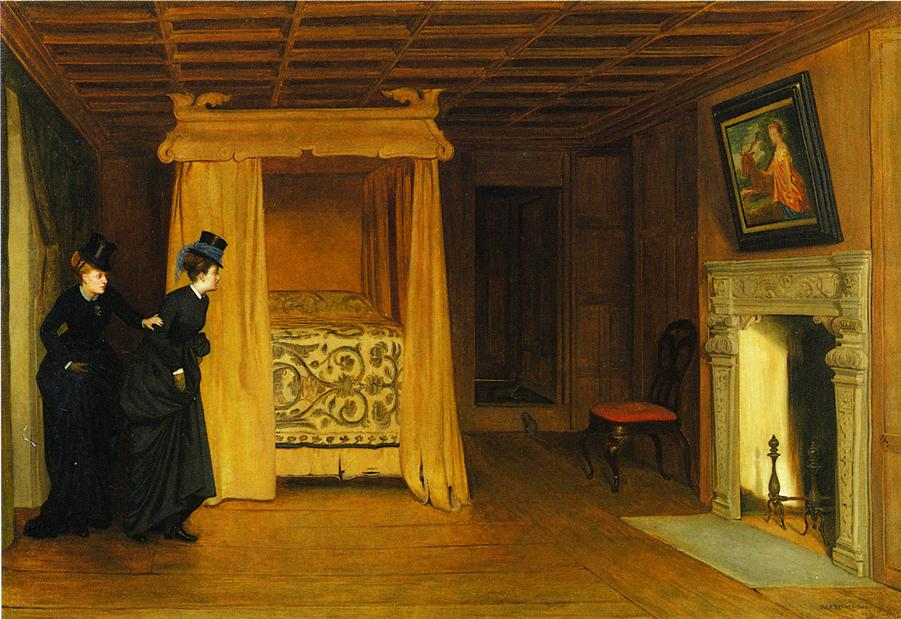
幽霊のでる部屋を訪問 (1869)

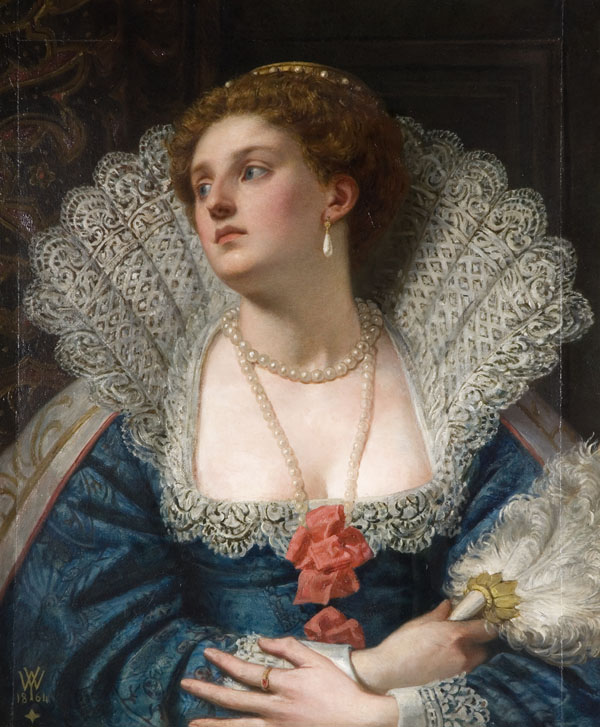
エミー（レスター伯の妻）(1870)
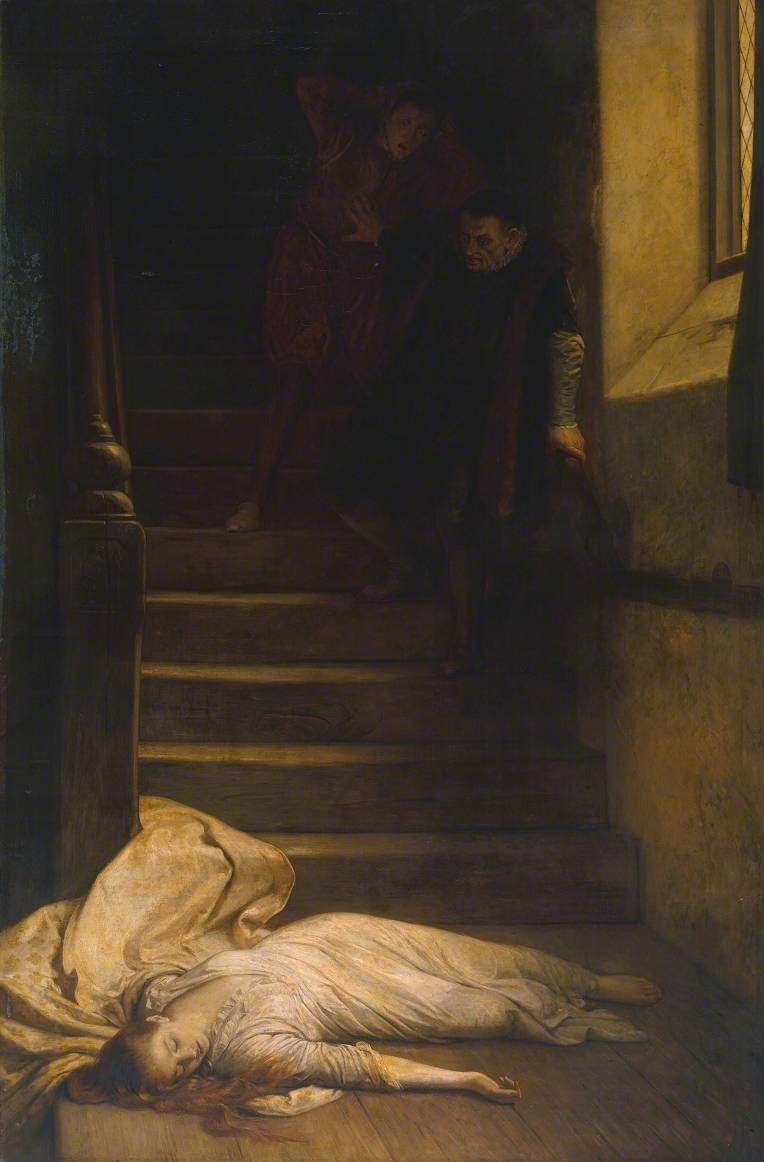
レスター伯の妻エミーの死(1877)
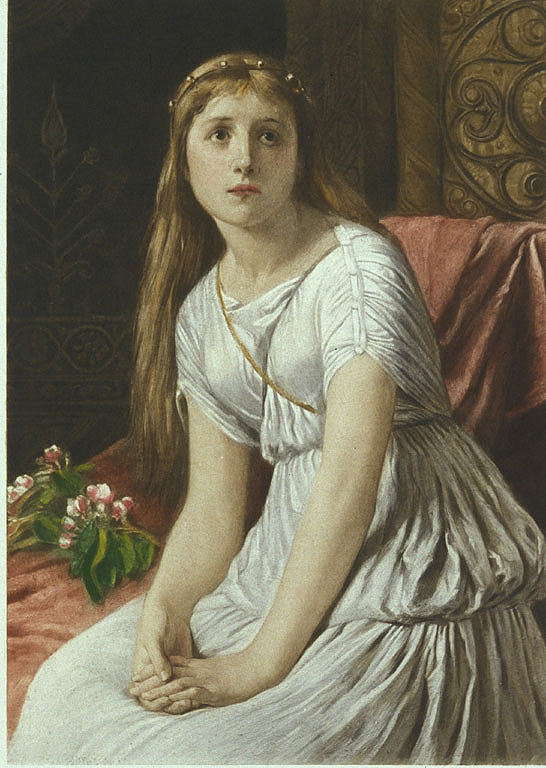
コーデリア (1888)
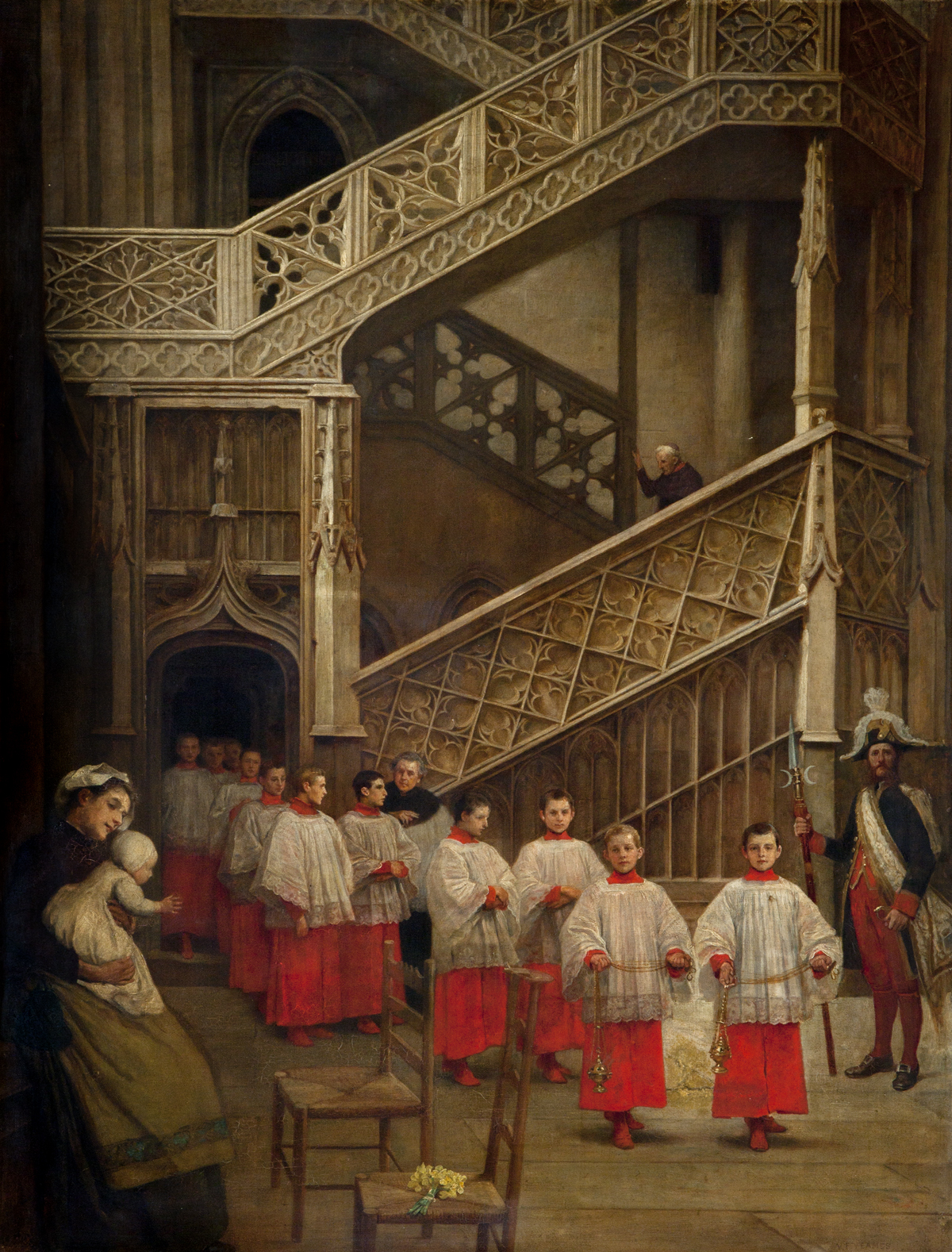
合唱団の少年たち (1891)